# Подлужани (Љевице)
Подлужани (слч. Podlužany) насељено је мјесто са административним статусом сеоске општине (слч. obec) у округу Љевице, у Њитранском крају, Словачка Република.

## Становништво
| Година:    | 1994. | 2004.   | 2014.   | 2024.   |
| ---------- | ----- | ------- | ------- | ------- |
| Број људи: | 777   | 764     | 773     | 759     |
| Разлика:   |       | -1,67 % | +1,17 % | -1,81 % |

| Година:    | 2023. | 2024.   |
| ---------- | ----- | ------- |
| Број људи: | 762   | 759     |
| Разлика:   |       | -0,39 % |

Према подацима о броју становника из 2011. године насеље је имало 758 становника.